# Bade Bacheli
Bade Bacheli es una ciudad de la India en el distrito de Dantewada, estado de Chhattisgarh.

## Geografía
Se encuentra a una altitud de 568 m s. n. m. a 375 km de la capital estatal, Raipur, en la zona horaria UTC +5:30.

## Demografía
Según estimación 2012 contaba con una población de 35 165 habitantes.